# Юнгфрауйох
Юнгфрауйох е най-високата железопътна гара в Европа. Разположена е под седловината Юнгфрау на 3454 m н.в. Намира се в близост до върховете Айгер, Юнгфрау и планината Мьонх в Швейцария.

## Железопътната линия Юнгфрау
Гарата е част от железопътната линия Юнгфрау, която е с междурелсие 1000 mm и дължина 9,3 km. 80% от линията е изградена под земята, най-дългият тунел е с дължина 7122 m. Обслужва от пет станции. В тунела има две междинни станции, на които пътниците могат да слязат и да разгледат околностите чрез панорамни прозорци. Строежът на железопътната линия продължава на няколко етапа, като започва през 1896 г. и завършва с откриването на гара Юнграуйох на 1 август 1912 г. Поради големият среден наклон от 15%, влаковете се задвижват чрез зъбчати колела. Средната им скорост е 12,5 km/h, на места достига до 25 km/h. Влаковете се движат на два часа и всеки от тях превозва до 230 души. Линията е електрифицирана с трифазен ток, 1125 V, 50 Hz. Двигателите на локомотивите са от регенеративен тип, като позволява при спускане влака да генерира електричество, което се подава обратно в електроразпределителната система. Приблизително 50% от електроенергията необходима за изкачването се генерира от спускането на влака.

## Обсерватория
Система от тунели свързва железопътната гара с най-високо разположената постройка в Европа – обсерватория на връх Сфинкс, разположен на изток от седловината. Чрез закрити и открити наблюдателни платформи от обсерваторията се открива гледка към съседните върхове и Алечкия ледник.